# Monetarisme
Monetarisme er en makroøkonomisk teori der hævder, at et lands prisniveau og øvrige økonomi styres mest effektivt ved, at man kontrollerer pengemængden, snarere end med finanspolitiske virkemidler. Udviklet af den økonomiske Chicagoskole med Milton Friedman som frontfigur.
| Økonomi | Spire Denne artikel om økonomi er en spire som bør udbygges. Du er velkommen til at hjælpe Wikipedia ved at udvide den. |